# Leirvík
Leirvík est un village des îles Féroé, situé sur l'île d'Eysturoy. Elle est la 11e ville la plus peuplée de l'archipel.
La commune vit essentiellement de l'industrie de la pêche.

## Histoire
Des fouilles archéologiques ont montré que la ville a été fondée au IXe siècle par les Vikings. Tous les habitants seraient morts de la peste noire en 1349. En 2009, Leirvík a fusionné avec plusieurs villages environnants pour donner naissance à la municipalité appelée Eystur (Eysturkommuna = municipalité d'Eystur, c'est-à-dire de l'Est).

## Transport
Le Norðoyatunnilin, tunnel sous-marin reliant Leivík à Klaksvík, sur l'île de Borðoy a été inauguré en avril 2006.

## Démographie
| Année | Population |
| ----- | ---------- |
| 1801  | 85         |
| 1986  | 803        |
| 1991  | 836        |
| 1996  | 740        |
| 2002  | 867        |
| 2005  | 853        |
| 2006  | 864        |
| 2007  | 873        |
| 2011  | 876        |

## Personnalités nées à Leirvík
- Jákup Frederik Øregaard (1906-1980), homme politique
- Hans Fróði Hansen (1975-), footballeur
- Høgni Lisberg (1982-), musicien